# 野柳漁港
野柳漁港是一座位於新北市萬里區野柳里的第二類漁港，隸屬於萬里區漁會。同時也在野柳風景特定區內。

## 沿革
早年當地漁民利用野柳半島西側之天然灣澳建成，而日據時代即建有100公尺拋石防波堤，但僅有簡單之砌石碼頭供小型船隻停泊。
1917年，野柳漁港出現第一艘捕蟹船，逐漸吸引漁民加入，開啟日後萬里金山地區的螃蟹捕撈產業。
臺灣光復後，臺灣省政府於1958年興建長165公尺之防波堤、340公尺之碼頭，和浚挖2.56公頃之泊地，規模漸具，漁船數及噸位逐漸增加。:467惟受灣澳地形之影響，港內水域面積有限，發展頗受限制。又因原泊地位處喇叭形灣澳之底部，遇有颱風及強烈東北季風時，泊地穩靜度差，漁船均需駛往基隆港避風，往返不便且易生海難。
後加上鄰近漁場，漁船雲集造成泊地不敷使用，省政府乃於「第一期臺灣地區漁港建設方案」中自1981年起分四年辦理擴建，在原有舊港北面礁石區擴挖新泊地1.8公頃，該泊地穩靜雖較舊港泊地佳，惟遇有颱風波浪，港內漁船容易相互擠壓碰撞，屢有船隻損壞情形發生。:468遂於1988至1996年間「第二期臺灣地區漁港建設方案」中，增建東、西防波堤及西外廓防波堤共324公尺，及檢查碼頭81公尺，並興建魚市場、漁具倉庫及給水站等陸上設施。此外，為因應本港漁船大型化及舒緩本港船舶之擁擠度，乃利用臺灣電力公司之地方回饋基金將本港東側灘地闢建為深水碼頭，至1996年共計完成深水碼頭305公尺及內堤35公尺。雖然東、西防波堤完成後港內水域穩靜度已有改善，惟港口入射波浪仍大，於防波堤產生越波依舊影響航道及泊地穩靜，故除1990年於東防波堤堤頭加拋40T消波塊外，2001年起又延建西外廓防波堤103公尺，以阻擋入射波浪增加港內穩靜。碼頭及陸上設施部份則分別於1997、 1998及2000年度進行突堤整建、檢查碼頭修復、興建深水碼頭外側南端碼頭35公尺及於碼頭岸璧設置碰墊等防撞設施等工程，同時為改善人員上下岸，於港區興建候船亭及登船設施。
2005至2010年度主要進行泊地浚渫、碼頭整建、 東防波堤整建、加拋消波塊及內泊區碼頭面改善等工程。2015年進行內港東防波堤修復及內突堤改善工程。本港目前計有碼頭1,670公尺、泊地5.07公頃。
野柳的漁船大多至彭佳嶼海域及東海附近從事流刺網、延繩釣、一支釣、單船拖網、棒受網等沿岸漁業，漁獲以鯛類、鯧類、白口、鮸、透抽、小卷、紅目鰱、魩仔魚等為主。

## 周邊設施
- 野柳保安宮
- 新北市政府警察局金山分局野柳派出所
- 野柳地質公園
- 萬里區漁會
- 東澳漁港
- 萬里區野柳市民活動中心
- 金山農會野柳辦事處
- 野柳漁港安檢所
- 新北市萬里區野柳國民小學